# 九州地方整備局
九州地方整備局（きゅうしゅうちほうせいびきょく）は、国土交通省の地方支分部局である地方整備局の一つ。沖縄県を除く九州地方7県（福岡県、佐賀県、長崎県、熊本県、大分県、宮崎県、鹿児島県）を管轄する（沖縄県は内閣府沖縄総合事務局開発建設部の所管）ほか、港湾事業については関門海峡周辺の一体的整備を図るため山口県下関市を管轄区域に含める。
本局は福岡県福岡市博多区博多駅東二丁目の福岡第二合同庁舎内だが、本局組織である港湾空港部港湾危機管理官室が山口県下関市竹崎町四丁目に置かれている。これは、管内の重要施設である関門海峡の危機管理に対応すると同時に、元々港湾空港部の本局が下関市にあった名残でもある。

## 沿革
- 1886年（明治19年）7月 - 内務省第六区土木監督署を久留米に置く[1][2]。
- 1894年（明治27年）7月 - 第六区土木監督署から第七区土木監督署に改称[3]。
- 1894年（明治27年）10月 - 第七区土木監督署が久留米から熊本に移転[4]。
- 1898年（明治31年）4月 - 第七区土木監督署を福岡に移転。
- 1905年（明治38年）4月 - 土木監督署を廃止され土木出張所を新設。全国が4区域に再編され、九州地方は大阪土木出張所の管轄区域となる[5]
- 1910年（明治43年） - 内務省大阪土木出張所の出先機関として関門改良工事係設置[6]。
- 1911年（明治44年）4月 - 下関市に内務省下関土木出張所を新設、中国地方西部と九州・沖縄を担当[7][6]。
- 1943年（昭和18年）11月 - 内務省下関土木出張所から内務省九州土木出張所へ名称変更。中国地方西部については内務省中国四国土木出張所へ移管し、沖縄を含む九州8県を管轄区域とする。所在地については『福岡県福岡市但シ当分ノ間山口県下関市』と定められた[8]。また、港湾事業については新設された運輸通信省第四港湾建設部（四建）に移管。沖縄を含む九州8県と山口県を担当[9][6]。
- 1945年（昭和20年）2月 - 内務省九州土木出張所が山口県下関市から福岡県福岡市に移転[10]。
- 1945年（昭和20年）8月 - 終戦により沖縄と奄美群島が日本の主権の及ぶ範囲から外れたことから、四建の管轄区域外となる[6]（奄美群島は1953年12月25日に復帰し再び管轄区域に）。
- 1948年（昭和23年）1月 - 内務省廃止と建設院設置により内務省九州土木出張所は建設院九州地方建設局へ移行[11]。同年7月には建設省に再移行。
- 2001年（平成13年）1月6日 - 省庁再編により国土交通省発足。旧建設省九州地方建設局と、旧運輸省第四港湾建設局の大部分を統合し、国土交通省九州地方整備局を設置。九州地建と四建の施設をそのまま用いたため、本局は福岡市を、港湾空港部は下関市を拠点とした。
- 2006年（平成18年） - 港湾空港部が下関市から福岡市の福岡第二合同庁舎に移転。下関市には港湾危機管理官室を存置[6]。
- 2013年（平成25年）5月25日 - 九州地方整備局では初となる高速道路の維持管理のみを専門とする出張所、延岡高速道路維持出張所を開設[12]。

## 出先機関

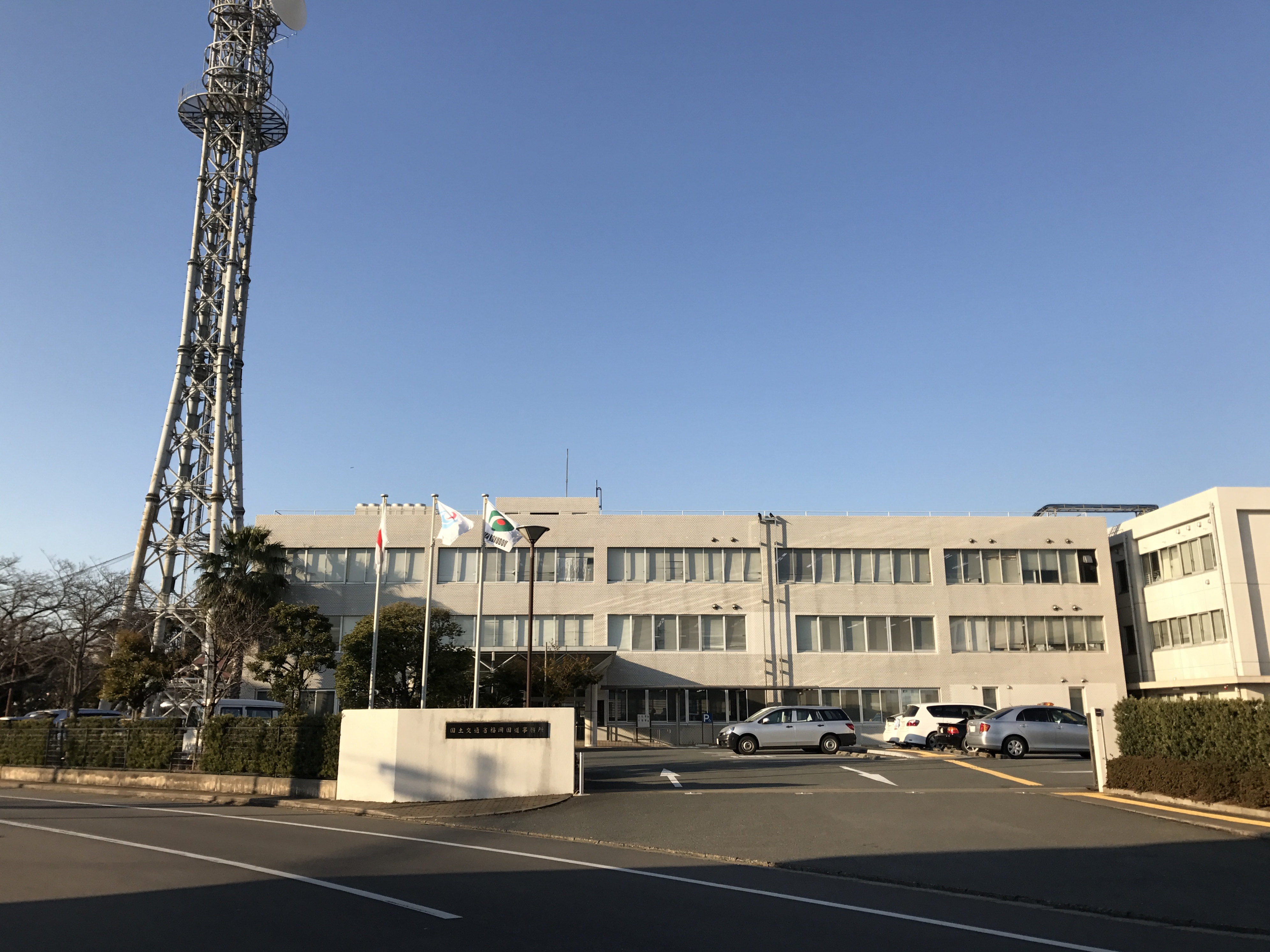
福岡国道事務所

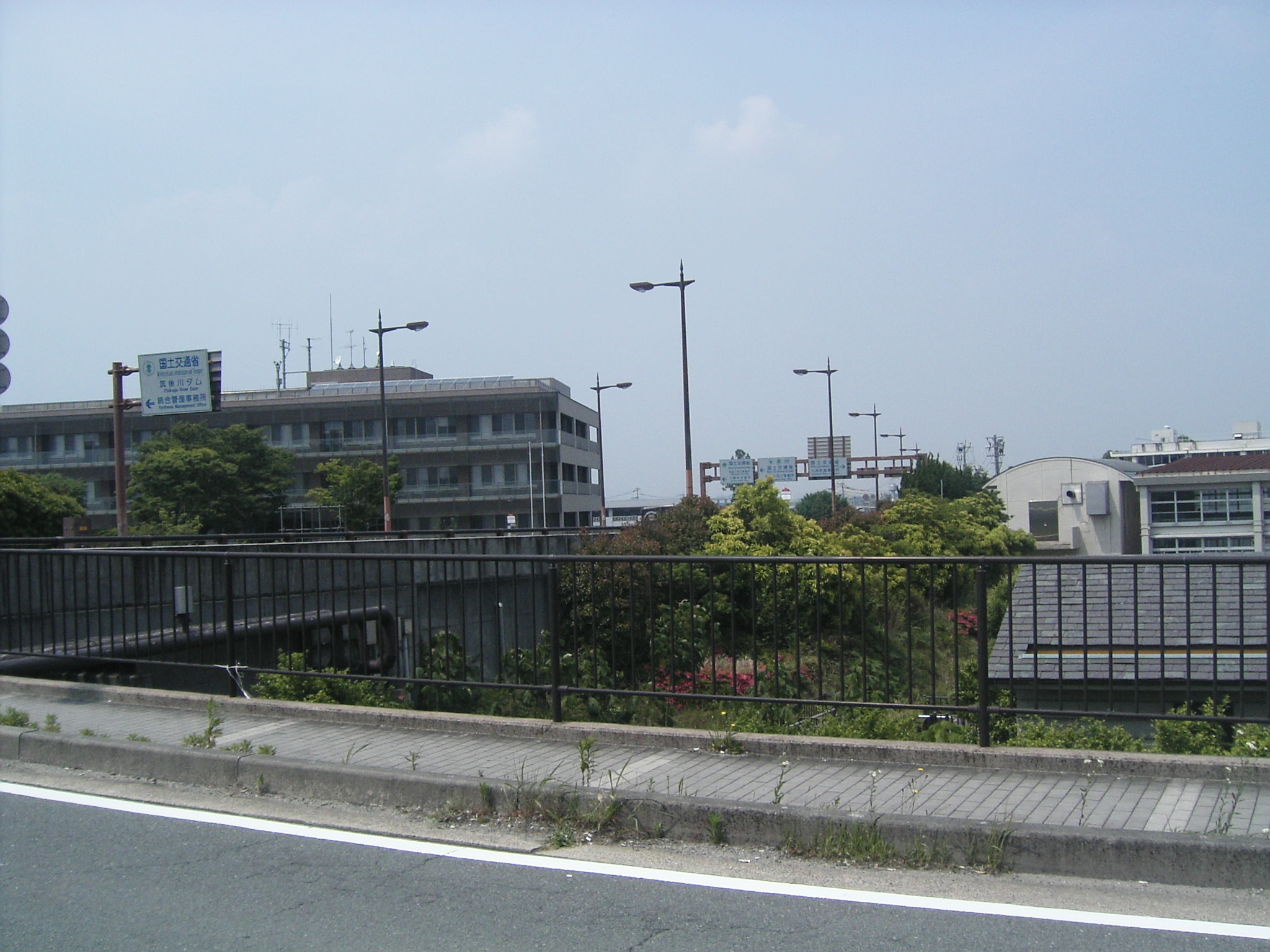
筑後川河川事務所・九州技術事務所

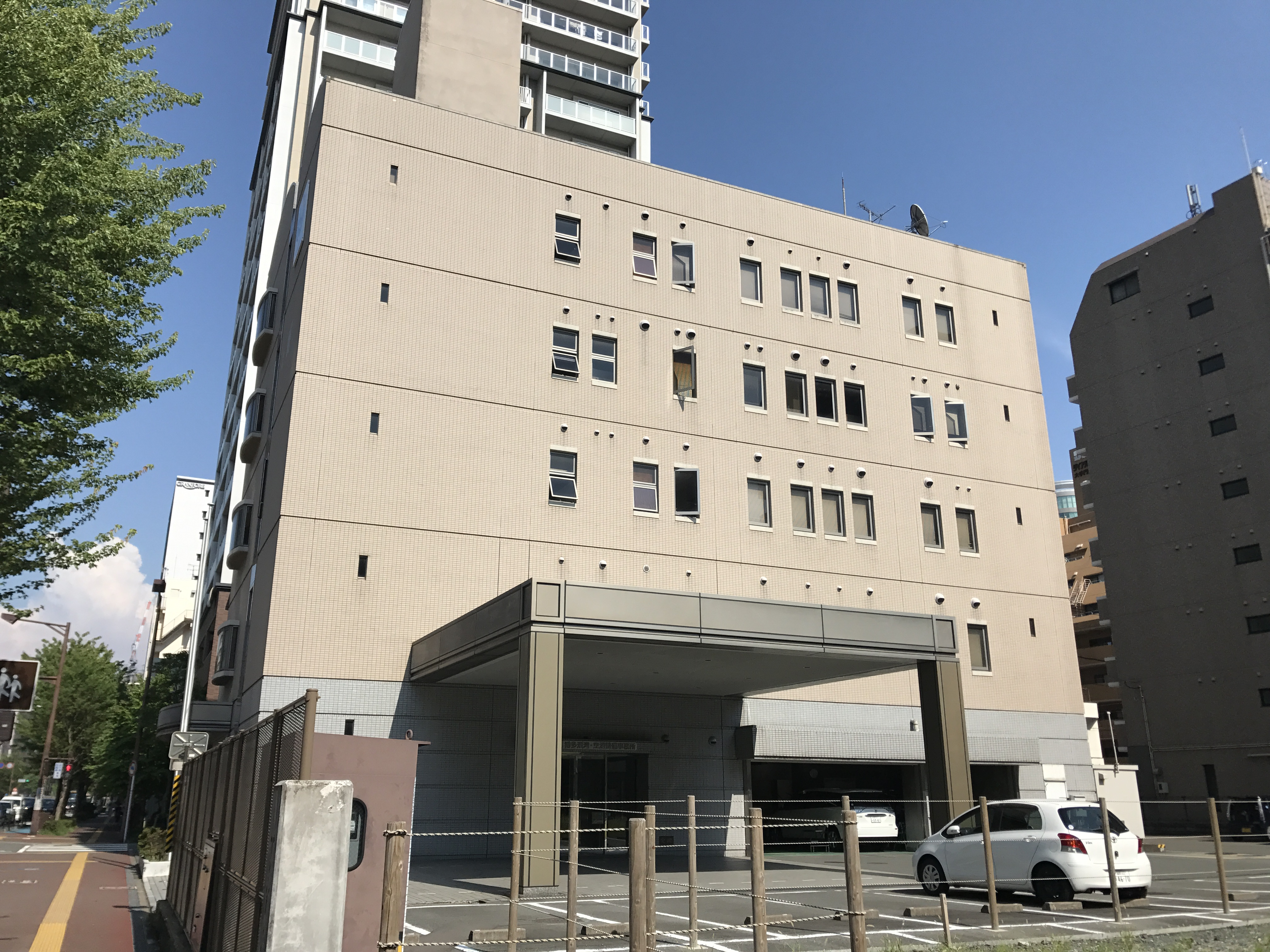
博多港湾・空港整備事務所

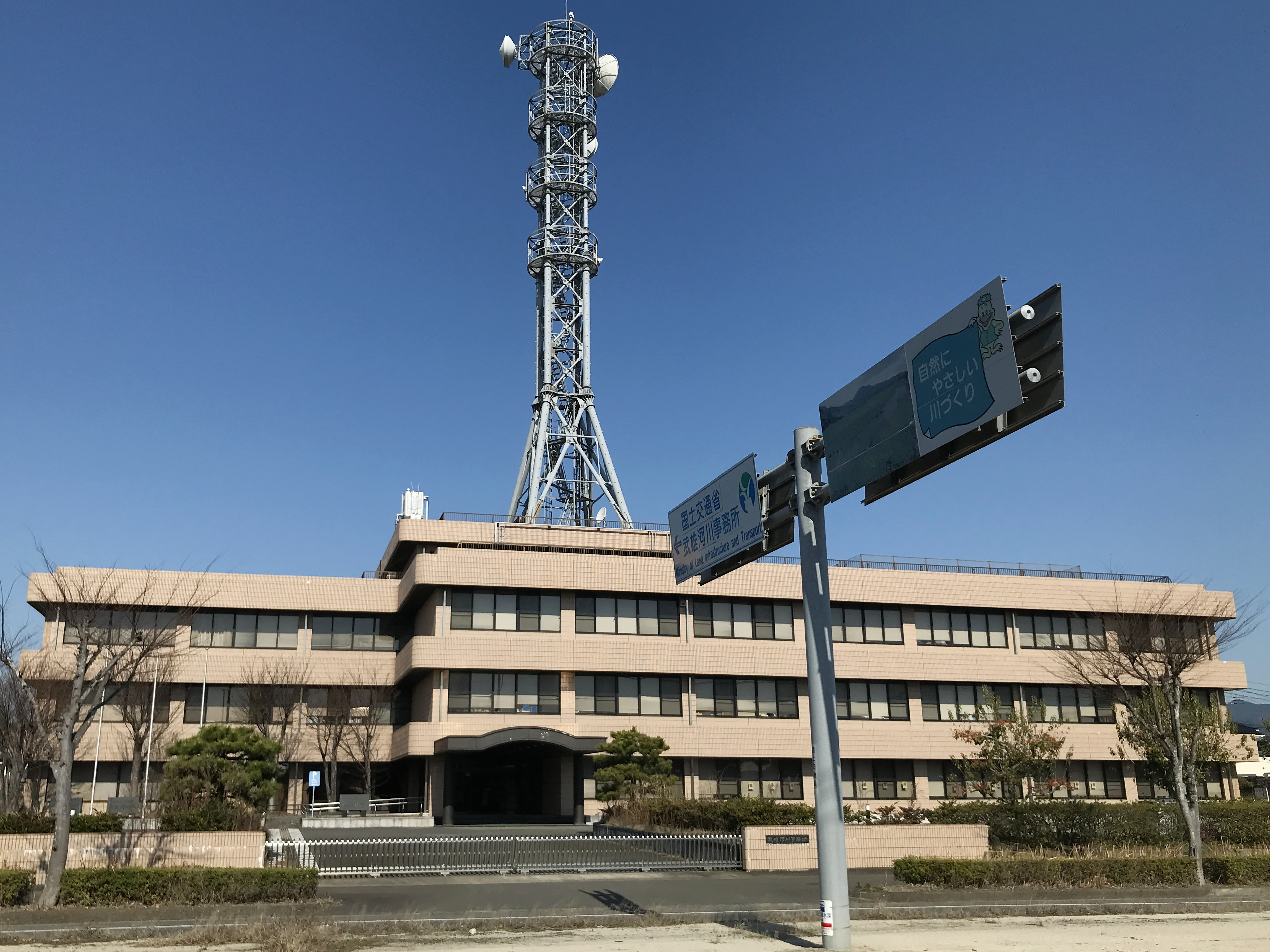
武雄河川事務所

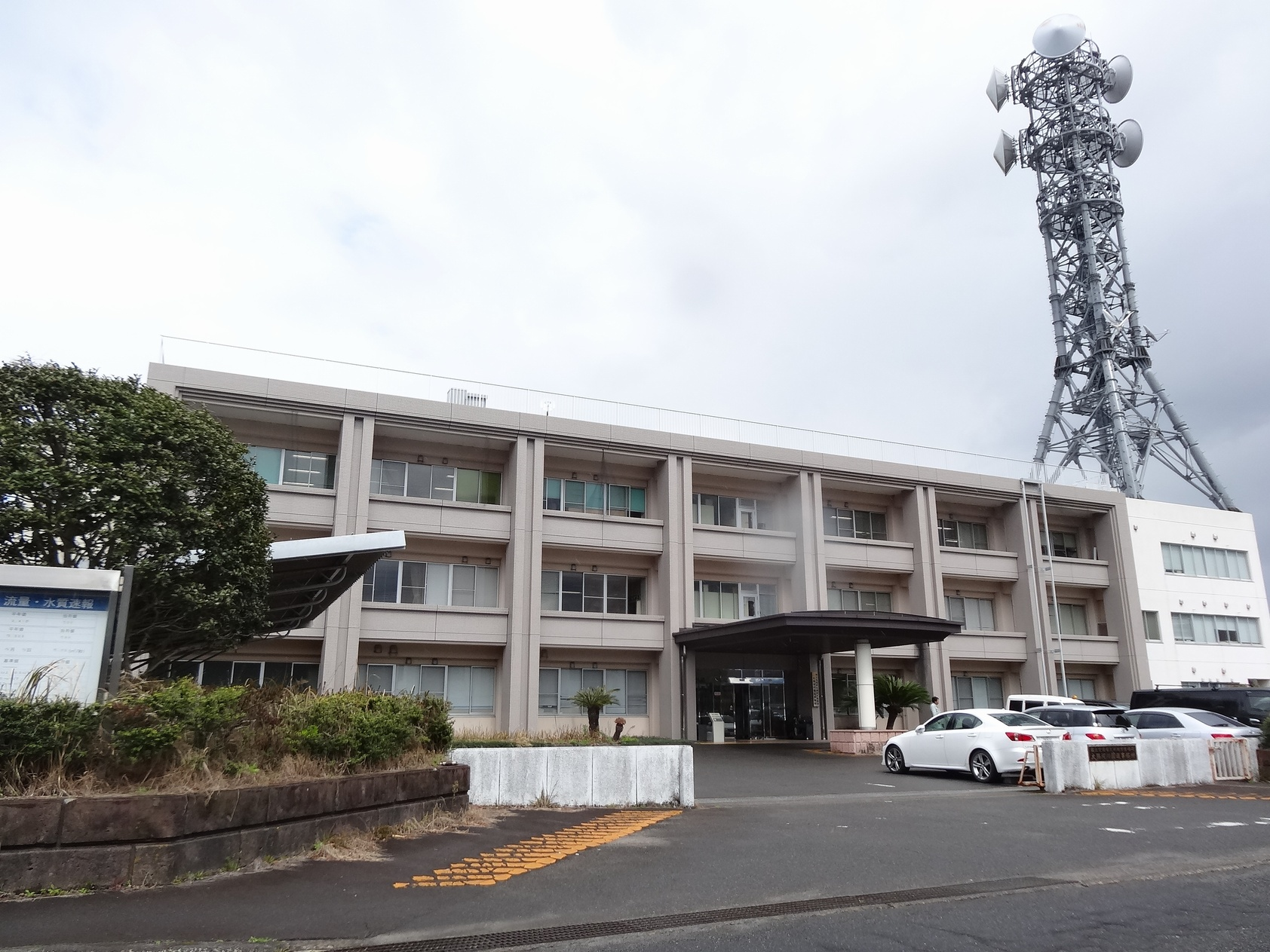
大隅河川国道事務所

| 名称                         | 区分                       | 管轄区域・施設 | 所在地                 |
| ---------------------------- | -------------------------- | --- | ---------------------- |
| 筑後川河川事務所             | 河川                       | 筑後川 矢部川 | 福岡県久留米市         |
| 筑後川河川事務所             | 砂防                       | 筑後川流域 | 福岡県久留米市         |
| 筑後川河川事務所             | 海岸調査                   | 福岡県有明海沿岸 佐賀県有明海沿岸 | 福岡県久留米市         |
| 遠賀川河川事務所             | 河川                       | 遠賀川 | 福岡県直方市           |
| 福岡国道事務所               | 道路                       | 国道3号 国道201号 国道202号 国道208号 国道209号 国道210号 国道322号 国道497号 | 福岡県福岡市東区       |
| 北九州国道事務所             | 道路                       | 国道2号 国道3号 国道10号 国道201号 国道322号 | 福岡県北九州市小倉南区 |
| 有明海沿岸国道事務所         | 道路                       | 国道208号 | 福岡県柳川市           |
| 武雄河川事務所               | 河川                       | 六角川 松浦川 嘉瀬川 | 佐賀県武雄市           |
| 武雄河川事務所               | ダム管理                   | 厳木ダム（厳木川） | 佐賀県武雄市           |
| 武雄河川事務所               | 海岸調査                   | 佐賀県有明海沿岸 | 佐賀県武雄市           |
| 佐賀河川事務所               | ダム建設                   | 城原川ダム（城原川） | 佐賀県佐賀市           |
| 佐賀河川事務所               | ダム管理                   | 嘉瀬川ダム（嘉瀬川） | 佐賀県佐賀市           |
| 佐賀河川事務所               | 河川                       | 佐賀導水路 | 佐賀県佐賀市           |
| 佐賀国道事務所               | 道路                       | 国道3号 国道34号 国道35号 国道202号 国道203号 国道208号 国道497号 唐津市道呼子大橋線（呼子大橋） | 佐賀県佐賀市           |
| 長崎河川国道事務所           | 河川                       | 本明川 | 長崎県長崎市           |
| 長崎河川国道事務所           | ダム建設                   | 本明川ダム（本明川） | 長崎県長崎市           |
| 長崎河川国道事務所           | 砂防                       | 雲仙岳 | 長崎県長崎市           |
| 長崎河川国道事務所           | 海岸調査                   | 長崎県有明海沿岸及び西彼杵沿岸 | 長崎県長崎市           |
| 長崎河川国道事務所           | 道路                       | 国道34号 国道35号 国道57号 国道205号 国道497号 | 長崎県長崎市           |
| 熊本河川国道事務所           | 河川                       | 緑川 白川 | 熊本県熊本市東区       |
| 熊本河川国道事務所           | 海岸調査                   | 熊本県有明海沿岸 | 熊本県熊本市東区       |
| 熊本河川国道事務所           | 道路                       | 国道3号 国道57号 国道208号 九州横断自動車道延岡線 | 熊本県熊本市東区       |
| 八代河川国道事務所           | 河川                       | 球磨川 | 熊本県八代市           |
| 八代河川国道事務所           | 海岸調査                   | 熊本県八代海沿岸及び有明海沿岸 | 熊本県八代市           |
| 八代河川国道事務所           | 道路                       | 国道3号 国道57号 | 熊本県八代市           |
| 八代復興事務所               | 河川                       | 球磨川 小川 鵜川 那良川 中園川 芋川 庄本川 告川 川内川 市之俣川 | 熊本県八代市           |
| 八代復興事務所               | 道路                       | 国道219号 熊本県道人吉水俣線 熊本県道坂本人吉線 熊本県道中津道八代線 熊本県道小鶴原女木線 熊本県道球磨田浦線 熊本県道一勝地神瀬線 熊本県道遠原渡線 八代市道鎌瀬・瀬戸石線 八代市道瀬戸石・高田辺線 人吉市道中神大柿線 芦北町道川嶽線 球磨村道大瀬吉松線 球磨村道松本大坂間線 球磨村道沖鶴線 | 熊本県八代市           |
| 菊池川河川事務所             | 河川                       | 菊池川 | 熊本県山鹿市           |
| 菊池川河川事務所             | ダム管理                   | 竜門ダム（迫間川） | 熊本県山鹿市           |
| 川辺川ダム砂防事務所         | ダム建設                   | 川辺川ダム（川辺川） | 熊本県球磨郡相良村     |
| 川辺川ダム砂防事務所         | 砂防                       | 川辺川流域 | 熊本県球磨郡相良村     |
| 阿蘇砂防事務所               | 砂防                       | 阿蘇山 | 熊本県阿蘇市           |
| 立野ダム工事事務所           | ダム建設                   | 立野ダム（白川） | 熊本県熊本市東区       |
| 大分河川国道事務所           | 河川                       | 大分川 大野川 | 大分県大分市           |
| 大分河川国道事務所           | ダム管理                   | ななせダム（七瀬川） | 大分県大分市           |
| 大分河川国道事務所           | 砂防調査                   | 鶴見岳・伽藍岳及び九重山 | 大分県大分市           |
| 大分河川国道事務所           | 道路                       | 国道10号 国道210号 国道212号 | 大分県大分市           |
| 佐伯河川国道事務所           | 河川                       | 番匠川 | 大分県佐伯市           |
| 佐伯河川国道事務所           | 道路                       | 国道10号 国道57号 東九州自動車道 | 大分県佐伯市           |
| 山国川河川事務所             | 河川                       | 山国川 | 大分県中津市           |
| 山国川河川事務所             | ダム管理                   | 耶馬溪ダム（山移川） | 大分県中津市           |
| 宮崎河川国道事務所           | 河川                       | 大淀川 小丸川 | 宮崎県宮崎市           |
| 宮崎河川国道事務所           | 砂防                       | 大淀川流域 霧島山 | 宮崎県宮崎市           |
| 宮崎河川国道事務所           | 海岸                       | 宮崎県日向灘沿岸 | 宮崎県宮崎市           |
| 宮崎河川国道事務所           | 道路                       | 国道10号 国道220号 国道222号 東九州自動車道 | 宮崎県宮崎市           |
| 延岡河川国道事務所           | 河川                       | 五ヶ瀬川 | 宮崎県延岡市           |
| 延岡河川国道事務所           | 道路                       | 国道10号 国道218号 東九州自動車道 | 宮崎県延岡市           |
| 大隅河川国道事務所           | 河川                       | 肝属川 | 鹿児島県肝属郡肝付町   |
| 大隅河川国道事務所           | 砂防                       | 桜島 薩摩硫黄島 口永良部島 諏訪之瀬島 | 鹿児島県肝属郡肝付町   |
| 大隅河川国道事務所           | 道路                       | 国道220号 国道224号 東九州自動車道 | 鹿児島県肝属郡肝付町   |
| 川内川河川事務所             | 河川                       | 川内川 | 鹿児島県薩摩川内市     |
| 鹿児島国道事務所             | 道路                       | 国道3号 国道10号 国道58号 国道220号 国道225号 国道226号 薩摩川内市道隈之城・高城線（天大橋） | 鹿児島県鹿児島市       |
| 筑後川ダム統合管理事務所     | ダム群連携                 | 筑後川上流ダム群 国土交通省管理 松原ダム（筑後川） 下筌ダム（津江川） 佐賀導水路 水資源機構管理 筑後大堰（筑後川） 江川ダム（小石原川） 小石原川ダム(小石原川) 大山ダム(赤石川) 寺内ダム（佐田川）                                                                                          | 福岡県久留米市         |
| 筑後川ダム統合管理事務所     | ダム管理                   | 松原ダム 下筌ダム | 福岡県久留米市         |
| 緑川ダム管理所               | ダム管理                   | 緑川ダム（緑川） | 熊本県下益城郡美里町   |
| 鶴田ダム管理所               | ダム管理                   | 鶴田ダム（川内川） | 鹿児島県薩摩郡さつま町 |
| 九州技術事務所               | 建設技術 調査・試験・開発  | | 福岡県久留米市         |
| 九州道路メンテナンスセンター | 道路技術                   | | 福岡県福岡市博多区     |
| 国営海の中道海浜公園事務所   | 国営公園管理               | 国営海の中道海浜公園 国営吉野ヶ里歴史公園 | 福岡県福岡市東区       |
| 熊本営繕事務所               | 官庁営繕                   | 熊本県 大分県 | 熊本県熊本市西区       |
| 鹿児島営繕事務所             | 官庁営繕                   | 鹿児島県 宮崎県 | 鹿児島県鹿児島市       |
| 下関港湾事務所               | 港湾整備                   | 下関港 | 山口県下関市           |
| 北九州港湾・空港整備事務所   | 港湾整備 空港整備          | 北九州港 北九州空港 | 福岡県北九州市門司区   |
| 博多港湾・空港整備事務所     | 港湾整備 空港整備          | 博多港 三池港 福岡空港 | 福岡県福岡市中央区     |
| 苅田港湾事務所               | 港湾整備                   | 苅田港 | 福岡県京都郡苅田町     |
| 唐津港湾事務所               | 港湾整備                   | 唐津港 伊万里港 | 佐賀県唐津市           |
| 長崎港湾・空港整備事務所     | 港湾整備 空港整備          | 長崎港 佐世保港 厳原港 郷ノ浦港 福江港 長崎空港 | 長崎県長崎市           |
| 熊本港湾・空港整備事務所     | 港湾整備 航路整備 空港整備 | 熊本港 八代港 本渡瀬戸 熊本空港 | 熊本県熊本市南区       |
| 別府港湾・空港整備事務所     | 港湾整備 空港整備          | 別府港 大分港 佐伯港 中津港 別府港海岸 大分空港 | 大分県別府市           |
| 宮崎港湾・空港整備事務所     | 港湾整備 空港整備          | 宮崎港 細島港 油津港 宮崎空港 | 宮崎県宮崎市           |
| 鹿児島港湾・空港整備事務所   | 港湾整備 空港整備          | 鹿児島港 名瀬港 西之表港 川内港 鹿児島空港 | 鹿児島県鹿児島市       |
| 志布志港湾事務所             | 港湾整備                   | 志布志港 | 鹿児島県志布志市       |
| 関門航路事務所               | 航路整備                   | 関門海峡 | 福岡県北九州市小倉北区 |
| 下関港湾空港技術調査事務所   | 港湾・空港技術             | | 山口県下関市           |

- 廃止組織
  - 九州幹線道路調査事務所(2009年(平成21年)3月31日廃止[17]）
  - 佐賀河川総合開発工事事務所(2009年(平成21年)3月31日廃止[17]）
  - 巌木ダム管理所(2010年(平成22年)3月31日廃止[18])
  - 長崎営繕事務所(2010年(平成22年)3月31日廃止[18])
  - 嘉瀬川ダム工事事務所(2012年(平成24年)4月5日廃止[19]）
  - 国営吉野ケ里歴史公園事務所(2013年(平成25年)5月16日廃止[20]）
  - 大分川ダム工事事務所(2020年(令和2年)3月31日廃止[14])
  - 雲仙復興事務所(2021年(令和3年)3月31日廃止[21])
  - 熊本復興事務所(2017年(平成29年)4月1日設置[22]、2022年(令和4年)3月31日廃止[16])

## 船舶
- 海翔丸（浚渫兼油回収船）
- がんりゅう（清掃兼油回収船）
- 海燕（測量船）
- 鎮西（航路調査船）

2006年3月竣工、瀬戸内クラフト建造、限定沿海
39総トン、全長22.0m、幅4.5m、深さ2.4m、喫水1.0m、ディーゼル（MTU 12V2000M90）2基、機関出力916PS×2、最大速力34.18ノット、航海速力32.8ノット
高性能音響測深機、有索式水中航行艇（ROV）、映像伝達装置、電光表示装置、前方障害物監視装置を装備
通常時には関門航路内を終日パトロールしている。
- ペガサス（港湾業務艇）
- たちかぜ（港湾業務艇）